# Pietà (Giovanni Bellini Rimini)
La Pietà (oppure Cristo morto sorretto dagli angeli e altre simil variazioni) è un dipinto tempera su tavola trasportato su tela e fissato su pannello di vetroresina e alluminio (80,5x120 cm) di Giovanni Bellini, databile al 1470 circa e conservato nel Museo della città di Rimini.

## Storia
La tavola, proveniente dal Tempio malatestiano, è considerata, tra le numerose Pietà dell'artista, un'opera della prima maturità, databile vicino alla famosa Pietà di Brera. L'opera venne ricordata da Vasari come commissionata da Sigismondo Malatesta- La morte di questi nel 1468 pone un termine ante quem per l'esecuzione del dipinto difficilmente sostenibile. Diversi studi considerano più probabile che il committente sia stato invece Carlo Malatesta, figlio del capitano generale Roberto a sua volta figlio illegittimo di Sigismondo. Carlo fu infatti condottiero al servizio della Repubblica Serenissima fino al 1480 e qui anche, come Bellini, confratello della Scuola grande di San Marco. In ogni caso un testamento del 1499 di Pandolfo Malatesta, altro figlio di Roberto, descrive un'opera tra i lasciti a quello che sarà poi il Tempio in modo sufficiente ad identificarla in questo preciso quadro. Quanto alla datazione è indicativa è la somiglianza del personaggio rappresentato nel contemporaneo Ritratto di fanciullo – Non aliter di Biringham, quasi fratello dei putti riminesi, e alcuni debiti antonelliani (ma anche padovani). La moderna critica ha cercato di porlo in relazione con la Pala di Pesaro, alcuni datandolo più tardo – Longhi (1914), Pallucchini (1949), Tempestini (2005) – altri accettando la datazione prima 1468 o comunque poco prima del dipinto pesarese – Fry (1900), Huse (1972), Lucco (2005). Anche il confronto con i dipinti a tema più o meno simile, tralasciando le esperienze più giovanili, come il Cristo morto sorretto da due angeli di Berlino o quello di Londra (e in questo caso è Antonello, nella Pietà del Prado, che esempla Bellini nel modo dell'angelo di sostenere il braccio destro di Cristo) o lo scomparto superiore del Polittico di San Vincenzo Ferrer oppure anche la Pietà di Brera, non riesce suggerire una precisa successione delle opere. Se non un'approssimazione al 1475.
Dopo le scarse notizie di un primo restauro prima del 1930 per la mostra londinese Exhibition of Italian Art, si tentò un restauro nel 197-1979 che portò alla decisione di trasportare il dipinto su tela e successivamente alla sua pulitura e applicazione su un supporto privo di movimenti, interventi finiti nel 1979. Quest'ultimo restauro rinunciò ad attenuare le lacune dovute alla caduta di parti della pellicola pittorica di cui resta evidente traccia lungo una fascia orizzontale centrale al centro del dipinto.

## Descrizione e stile
La tavola mostra l'inconsueta immagine dove la consueta iconografia dell'Imago Pietatis viene trasformata nell'immaginifica scena del Cristo morto mentre viene disteso sulla pietra dell'unzione per prepararlo alla sepoltura non da esseri umani ma da quattro angeli.
Roger Eliot Fry segnalò nel 1899 l'impressione che questa pittura fosse quasi simile un bassorilievo, con il suo fondo nero a contrasto dei tenui colori, vicina alla decorazione di un antico vaso greco e il capo di Cristo ricordasse quello di un bronzo greco. In effetti altri ancora hanno riferito una sua possibile relazione con i rilievi stiacciati di Agostino di Duccio e Desiderio da Settignano – certamente in qualche modo noti a Venezia – oltre a Donatello per l'altare del Santo di Padova ma più vicino all'attribuito Cristo morto sorretto da due angeli ora al Victoria and Albert di Londra. Piuttosto improbabile cronologicamente è la relazione con i rilievi di Pietro Lombardo.
Tuttavia sia in questa Pietà a bassorilievo che in quella definita più ad altorilievo di Brera la descrizione dello spazio elimina la barriera tra lo spettatore e l'immagine. Eliminazione che si fa evidente nelle gambe del Cristo che fuoriescono dl campo visivo entrando nello spazio dell'osservatore e nella mano, ancora contratta dal dolore della crocifissione, che quasi cade dal bordo del dipinto.
L'afflizione composta dei due dolenti di Brera è qui sostituita dall'atteggiamento meditativo e triste degli angioletti, soprannaturali e pienamente consci della necessità del sacrificio mortale prima della successiva Risurrezione.
Il corpo esanime è disegnato con la tipica pudica grazia del Bellini che rappresenta con delicatezza il sangue delle ferite e nella leggera macchia del perizoma ricorda il giovanneo fluido mischiato ad acqua.
Dei pallidi angioletti, dalle vesti morbidamente definite dalla pittura ad olio e giocate sui colori malva e rosa e non più i toni metallici precedenti, pare che uno solo effettivamente sostenga il torso cadente di Gesù rimanendovi seminascosto. Gli altri sono rilevanti gli sguardi che concentrano l'attenzione di volta in volta sul volto del defunto, sulla piaga della abbandonata mano sinistra o quasi il vuoto oltre la scena, nella meditazione del futuro.